# Licencia obligatoria
La licencia obligatoria o compulsoria de patentes significa una suspensión temporal del derecho de exclusividad del titular sobre una patente, permitiendo la producción, uso, venta o importación del producto o proceso patentado, por un tercero, sin la necesidad de su consentimiento, y pagando al titular los derechos por su uso. Es una excepción a las reglas generales de la propiedad intelectual.
Este instrumento es accionado por el gobierno del país que concede la patente, interviniendo sobre el monopolio de su explotación. Esta licencia es un mecanismo de defensa contra los posibles abusos cometidos por el titular de una patente, o para casos de interés público.
Suele aplicarse erróneamente el concepto de «incumplimiento de patente» a la licencia obligatoria, sin embargo, estas se diferencian ya que aquella propone la idea de ruptura de contrato, mientras que la licencia obligatoria sigue normas establecidas en acuerdos internacionales como el Convenio de París para la Protección de la Propiedad Industrial de 1883 y en el Acuerdo sobre los Aspectos de los Derechos de Propiedad Intelectual relacionados con el Comercio (Acuerdo sobre los ADPIC) de la Organización Mundial del Comercio (OMC) de 1994.

## Historia
El concepto de licencia obligatoria ya formaba parte del Estatuto de los Monopolios del Reino Unido, la base del sistema moderno de patentes, promulgado por el Parlamento de Inglaterra en 1624. En 1873, en el Congreso de Viena para la reforma de Patentes, se discutió que el monopolio de la explotación de la patente, debería ser revisado «en los casos requeridos por el interés público».
El Convenio de París (1883) estipuló las normas generales para la concesión de una licencia obligatoria, en un intento de fortalecer su concepto en contra de los ejercicios abusivos de los derechos sobre las patentes. Sin embargo, las reglas específicas y uniformes para la licencia obligatoria solo fueron establecidas en la revisión del convenio en Estocolmo, en 1967. El Acuerdo sobre los ADPIC, firmado por los miembros de la OMC en 1994, presentó en su artículo 31 las normas para la licencia obligatoria. Sin embargo, en lugar de utilizar el término «licencia obligatoria», dicha norma versa sobre «otros usos sin autorización del titular de los derechos", explicando que se trata del uso del objeto de la patente, por el gobierno o por terceros autorizados por el gobierno, sin la autorización de su titular.

## Aplicación
Diversos países del mundo, entre ellos Sudáfrica, Alemania, Argentina, Canadá, China, Corea del Sur, Estados Unidos, Indonesia, Israel, Italia, Malasia, Mozambique, Tailandia y Reino Unido, entre otros, ya han aplicado, al menos una vez, el régimen de licencia obligatoria de patentes.
En 2006 ha entrado en vigor el reglamento 816/2006 de la Unión Europea sobre la "concesión de licencias obligatorias sobre patentes relativas a la fabricación de productos farmacéuticos destinados a la exportación a países con problemas de salud pública".

### ADPIC
El Acuerdo sobre los Aspectos de los Derechos de Propiedad Intelectual relacionados con el Comercio (ADPIC) establece disposiciones específicas que se seguirán si se emite una licencia obligatoria, y los requisitos de dichas licencias. Todos los sistemas de patentes importantes cumplen con los requisitos de los ADPIC. El principal requisito para la emisión de una licencia obligatoria es que los intentos de obtener una licencia en condiciones comerciales razonables deben haber fracasado durante un período de tiempo razonable. Las situaciones específicas en las que pueden expedirse licencias obligatorias se establecen en la legislación de cada sistema de patentes y varían de un sistema a otro. Algunos ejemplos de situaciones en las que se puede otorgar una licencia obligatoria incluyen la falta de explotación durante un período prolongado en el territorio de la patente, las invenciones financiadas por el gobierno, el incumplimiento o la incapacidad del titular de la patente para satisfacer la demanda de un producto patentado y cuando la negativa a conceder una licencia conduce a la imposibilidad de explotar un avance tecnológico importante o una nueva patente. Los ADPIC también establecen que los requisitos para una licencia obligatoria pueden no aplicarse en determinadas situaciones, en casos particulares de emergencia nacional o urgencia extrema o en casos de uso público no comercial. El artículo 31.f del tratado exige que las licencias obligatorias se utilicen "predominantemente" para los mercados locales, requisito que complica la capacidad de los países para importar medicamentos fabricados en el extranjero.

### Declaración de Doha
La cuestión de la concesión de licencias obligatorias para los medicamentos que tratan enfermedades graves se abordó en la Declaración de Doha, que reconoció el problema y exigió que el consejo de ADPIC encontrara una solución. El 17 de mayo de 2006, el diario oficial de la Comisión Europea publicó el Reglamento 816/2006, que pone en vigor las disposiciones de la Declaración de Doha. Esto significa que la declaración ahora tiene efecto legal en la Unión Europea, y también en Canadá que la implementó en 2005. La declaración permite que se emitan licencias obligatorias en países desarrollados para la fabricación de medicamentos patentados, siempre que se exporten a ciertos países (principalmente, aquellos en la lista de la ONU de países menos desarrollados y algunos otros países con ingresos per cápita de menos de US$ 745 al año). Esto no se limita solo a los países menos desarrollados: todos los países que son miembros de la OMC tienen el derecho, en virtud del acuerdo ADPIC, a emitir una licencia obligatoria si existe una necesidad de salud pública. Algunos países simplemente optan por no emitir estas licencias. Del texto del acuerdo: "Cada miembro tiene el derecho de otorgar licencias obligatorias y la libertad de determinar los motivos por los cuales se otorgan tales licencias".